# Mesochorus gallicator
Mesochorus gallicator là một loài tò vò trong họ Ichneumonidae.